# Шапчицы (Гомельская область)
Ша́пчицы  (бел. Ша́пчыцы) — деревня в Звонецком сельсовете Рогачёвского района Гомельской области Беларуси.

## География
В 32 км на северо-восток от районного центра и железнодорожной станции Рогачёв (на линии Могилёв — Жлобин), 97 км от Гомеля.
Рядом месторождения мергеля и смеси известняка с глинозёмом и песком. На востоке и западе граничит с лесом.

## Гидрография
Река Днепр.

## Транспортная система
Транспортные связи по просёлочной дороге, затем по шоссе Могилёв — Гомель. Планировка состоит из 2 почти параллельных между собой улиц, близких к меридиональной ориентации, соединённых 3 переулками. Застройка двусторонняя, деревянная, усадебного типа.

## История

### Ранняя история
Обнаруженное археологами городище VI—II веков до н. э. (в 1,2 км на запад от деревни) свидетельствует о заселении этих мест с давних времён.

### В составе Великого Княжества Литовского
По письменным источникам известна с XVI века как деревня Шапчицы в Речицком повете Минского воеводства Великого княжества Литовского. Это первое упоминание связано с событиями, когда производился созыв посполитого рушения — мобилизация в армию ВКЛ в ответ на вторжение войск московского царя Ивана IV Грозного. По сведениям переписи посполитого рушения 1567 года от Шапчиц в составе речицкой хоругви указывается шляхтич Иван Михайлович Рубль (Рублевский), подобно прочим призванным ратникам повета имевший экипировку казацкого типа:

Иван Михайлович Рубль з Шапчич конь, пнцр., при., согай., саб., рогати. …

Иван Рубль был владельцем Шапчиц с 1562 года. В 1596 году имение Шапчицы перешло во владение Павлу Вищинскому (Вардынскому) — зятю Ивана Рубля. Вищинские оставались полноправными владельцами Шапчиц, сдавали имение в аренду прочим лицам до 1670-го года, когда в период экономического и политического кризиса после войны с Московским царством «родовыя Вищинских имения Вищин и Шапчицы» были присоединены к Рогачевскому староству графом Леонардом Габриелем Поцеем:

Из дела чествует, что предок оного Вищинского Павел Вердинский до присоединения еще Княжества Литовского к Польше владел жалованным деду его и отцу по привилегии Польского Короля Сигизмунда Августа имением Вищин называемым, также землю в Рогачевском Повете лежащею и потом женясь на дочери Ивана Рубля, в роду своем по мужескому колену последнего, получил в 1596-м году от Короля Сигизмунда III-го грамоту на владеемое тестем его по таковой же грамоте недвижимое имение Шапчицы с деревнями, также дом в Рогачеве и землю в том Повете. По первому родовому имению Вищин принял он и фамилию Вищинского, и таким образом он и наследники его владели сими имениями спокойно, отдавали оныя разным людям в содержание по контрактам …

Но в последствии, когда произошло в Польше замешательство, и потомки Павла Вищинского одни были малолетни, а другие на службе и находились вне отечества, Граф Леонард Поцей и жена его, владевшие Рогачевским староством, родовыя Вищинских имения Вищин и Шапчицы с деревнями и со всеми принадлежностями причислили оное в 1670 году и к староству Рогачевскому.

Вищинские безуспешно пытались восстановить право на владение этими имениями вплоть до присоединения земель Рогачевского староства к Российской Империи.
В 1696 году упоминается как селение в приходе Рогачёвской замковой церкви Рождества Богородицы, к которому также приписывались часть Рогачева, селения Заболотье, Навозцы (Задрутье), Старое Село, Станьков, Кистени, Звонец, часть деревни Зборов. Прихожане должны были крестить детей, вступать в брак только в своей церкви.
В первой половине XVIII века в Шапчицах начала действовать церковь униатского обряда — известно, что с 1744 года священником Шапчицкой униатской церкви был Поликарп Пушкаревич. Упоминается в 1756 году как село с церковью в Заднепровском войтовстве Рогачёвского староства. По состоянию на 1764 год здание Шапчицкой церкви было «из кругляка, под тремя куполами, на которых железные кресты». Шапчицкий приход состоял из следующих населенных пунктов: с. Шапчицы, д. Виляховка, д. Вищин, д. Тощицы, д. Кистени. В 1764 году при церкви был викарием священник Оздобный (пол. Ozdobny) «до взросления лет сына покойного Пушкаревича бывшего пароха Шапчицкого под присмотром священника Данилы Ефремовича инстигатора генеральной диецезии полесской». В 1767 году в Шапчицком приходе учтено 919 душ исповедавшихся, 355 малолетних.

### В составе Российской империи
После 1-го раздела Речи Посполитой (1772 год) в составе Российской империи и впоследствии административно-территориальных преобразований в Довской волости Рогачевского уезда Могилевской губернии. В связи с отказом графа Леонарда Поцея принять присягу на верность Российской императрице в установленный срок, Рогачёвское староство было секвестрировано в казну. Часть бывшего Рогачевского староства, включая село Шапчицы, была пожалована Екатериной II 21 апреля (2 мая) 1774 года князю Петру Михайловичу Голицыну «за разбитие им при Татищевой крепости злодеев», а после его гибели на дуэли в 1775 году Шапчицкая дача по наследству перешла во владение малолетнему сыну Михаилу Петровичу Голицыну. В 1777 году — 264 христианина и 9 иудеев мужского пола, в 1783 году по данным 4-й ревизии — 375 человек мужского пола.
С 1792 года действовала православная Рождества-Богородицкая церковь. Здание церкви было «деревянное с такой же колокольней», построено «Шапчицкаго имения помещиком Князем Голицыным». Православными приходскими священниками хронологически были: Михаил Кутневич (до 1802 года), Стефан Бекаревич, Иоанн Павлович Шинкевич (1807—1811 гг.), А. Кутневич, Федор Яковлевич Хорошкевич (с 1817 года), Михаил Кучинский, Иоанн Симеонович Глыбовский.

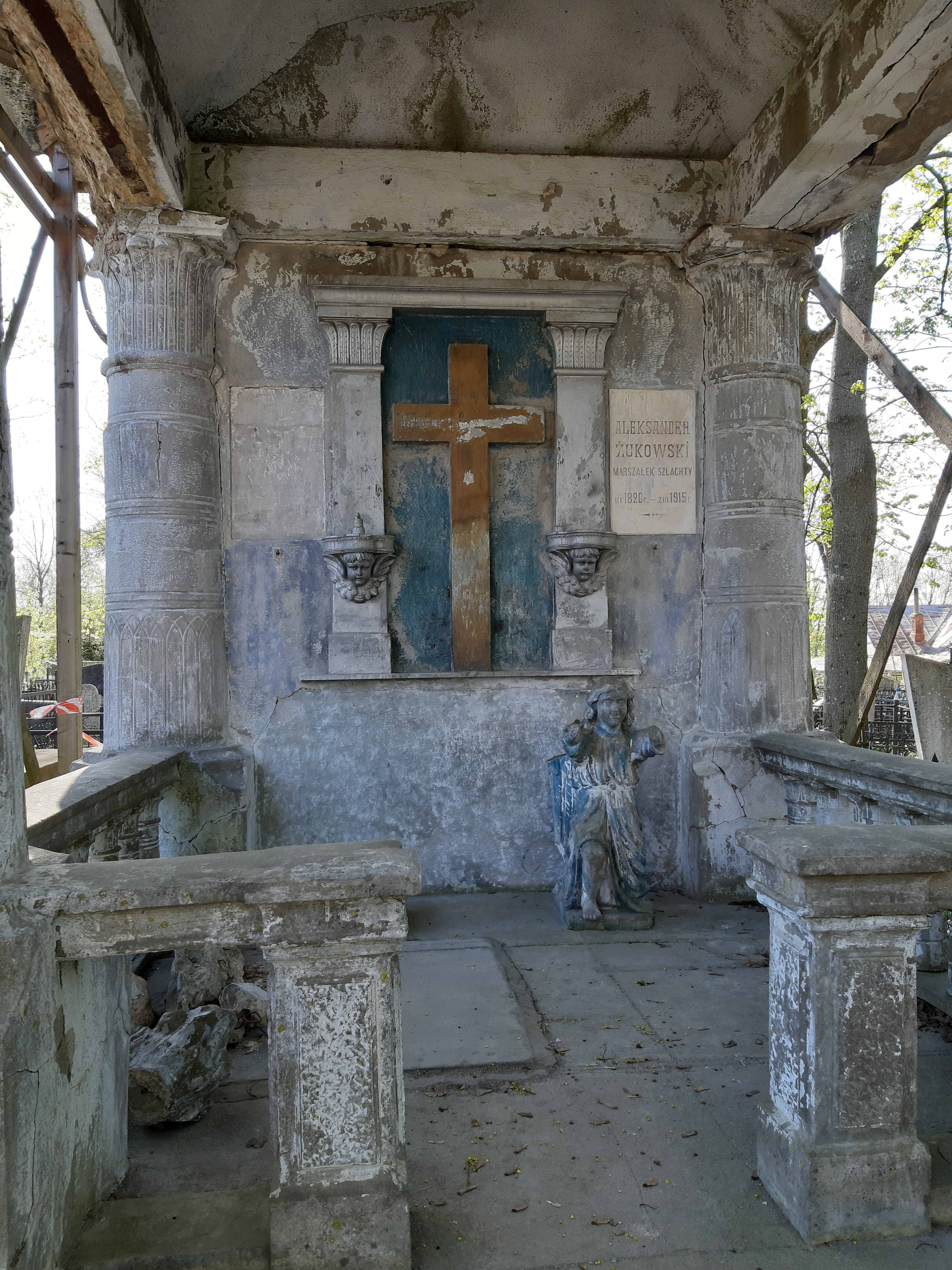
Часовня-усыпальница Жуковских на католическом кладбище в Могилёве.

Братья майор Иван и титулярный советник Антон Жуковские приобрели владения Голицыных в Рогачевском уезде по купчей крепости 12 (24) марта 1812 года: «село Малевичи с деревнями Кормою, Заградьем, Новинами, Точиловком, Старою и Новою Руднями, Слободками, Богдановкою, Жанвилем и село Шабчицы с фольварком Веселовым». Помещики из рода Жуковских оставались владельцами Шапчицкого имения до революции 1917 года: майор Иван Иванович Жуковский, штабс-капитан Александр Иванович Жуковский, коллежский советник Ольгерд Александрович Жуковский.
По ревизии 1816 года всего в селе учтено 300 человек мужского и 261 женского пола.
В 1863 году помещик отставной штабс-капитан Александр Иванович Жуковский был арестован по подозрению в доставлении провианта и других вещей повстанческому отряду под руководством Фомы Гриневича. Имущество Жуковского подлежало секвестру — была проведена опись имений. Из недвижимости помимо господского дома и прочих хозяйственных построек отмечены винокуренный завод в фольварке Веселово, корчма в селе Шапчицах. Управляющим имением указан дворянин Лабунский Иван Иосифович. «Село Шапчицы расположено при судоходной реке Днепр, доставляющей удобную сплавку хлеба, леса, камня и тому подобного. В имении этом находятся небольшие озера, на коих производится незначительная рыбная ловля. Крестьяне состоят на пашне, занимаются хлебопашеством. Сбыт произведений бывает большею частью на месте в имении, а иногда в соседственные города и местечки».
В селе Шапчицах учтено 421 крестьян мужского пола, в том числе 115 тяглых.
Все указанные крестьяне согласились на выкуп земли и согласно составленному выкупному договору «отбывают издельную повинность, с тягла, 2 дня мужеских и 2 дня женских в неделю, всего с 115 тягол отбывается в неделю 230 мужеских и столько же женских дней. Крестьянам наделено земли по 5,5 десятин на ревизскую душу».
В 1884 году помещик Александр Иванович Жуковский владел в деревнях Лесовая Буда и Шапчицы 3341 десятиной земли, мельницей и трактиром. С 1880 года действовал хлебозапасный магазин. За 2 версты от села, вниз по течению Днепра, размещалась переправа грузоподъёмностью до 500 пудов.
В 1886 году открыта четырехгодичная церковно-приходская школа, которая размещалась в наёмном крестьянском доме, а в 1892 году построено собственное помещение.
По купчей крепости от 3 (15) марта 1893 года крестьяне Шапчицкого товарищества Рогачевского уезда в числе 44 домохозяев с помощью крестьянского поземельного банка в Полыковичской волости Могилевского уезда приобрели всего 934+1⁄2 десятин земли (удобной — 895, неудобной — 39+1⁄2, «доходность всей земли в круглых рублях: 3155»). Новопереселенцами на этом месте было образовано поселение Новые Шапчицы.
Кроме земледелия многие жители занимались разными промыслами, в том числе изготовлением кружев, которыми обшивали полотенца, скатерти и др. Узоры этих кружев экспонировались в Могилёвском губернском музее. Согласно переписи 1897 года действовали церковь, церковно-приходская школа, хлебозапасный магазин, ветряная мельница, 2 маслобойни, 2 магазина, трактир.
В Шапчицах в 1903 году студент-фотограф Вячеслав Калистратович Костко в этнографических целях фотографировал быт крестьян. Его снимки вошли в альбом этнографического отдела Русского музея — фотографий быта и культуры белорусского народа.

Фотоснимки В. К. Костко, с. Шапчицы, 1903 год
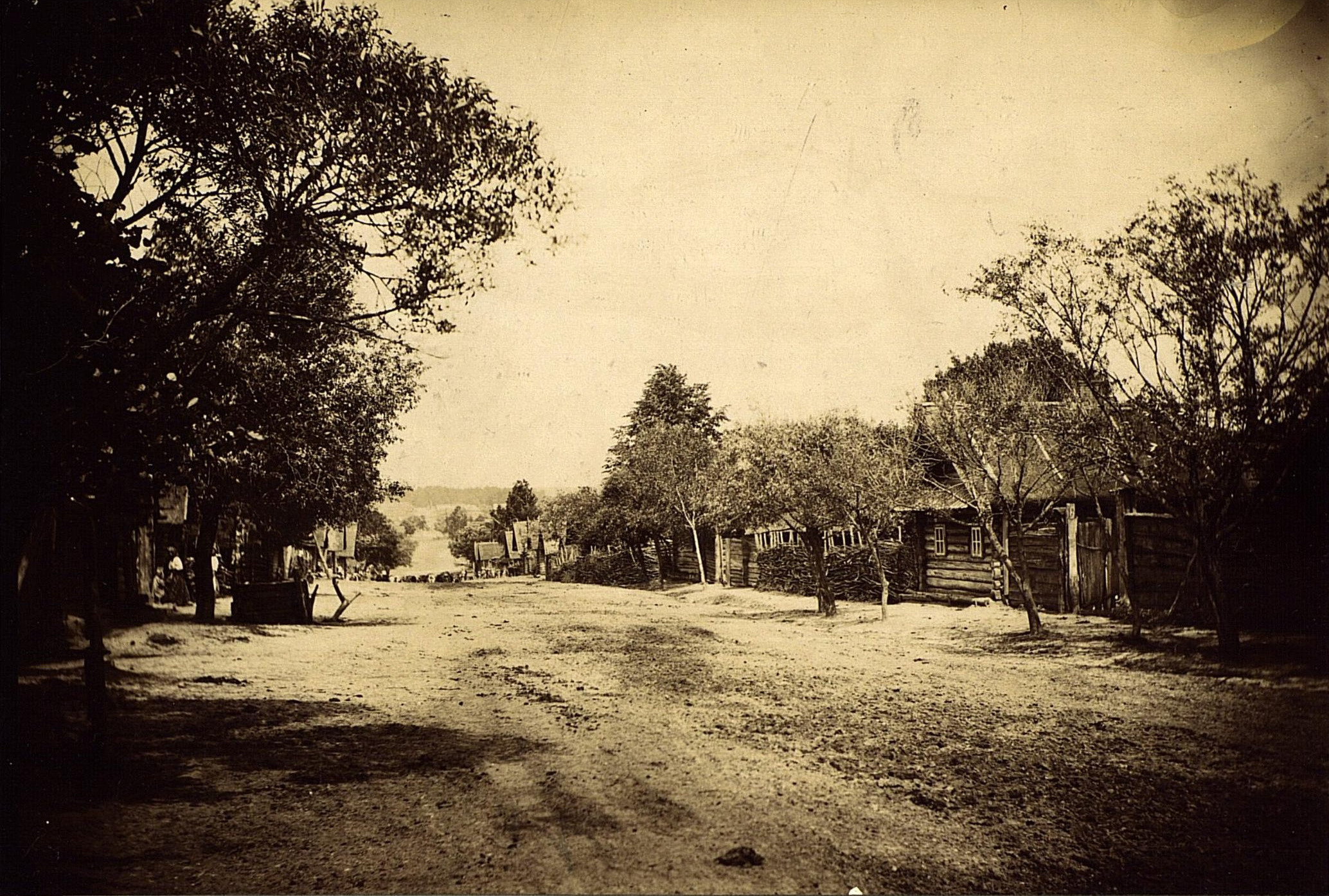
Улица
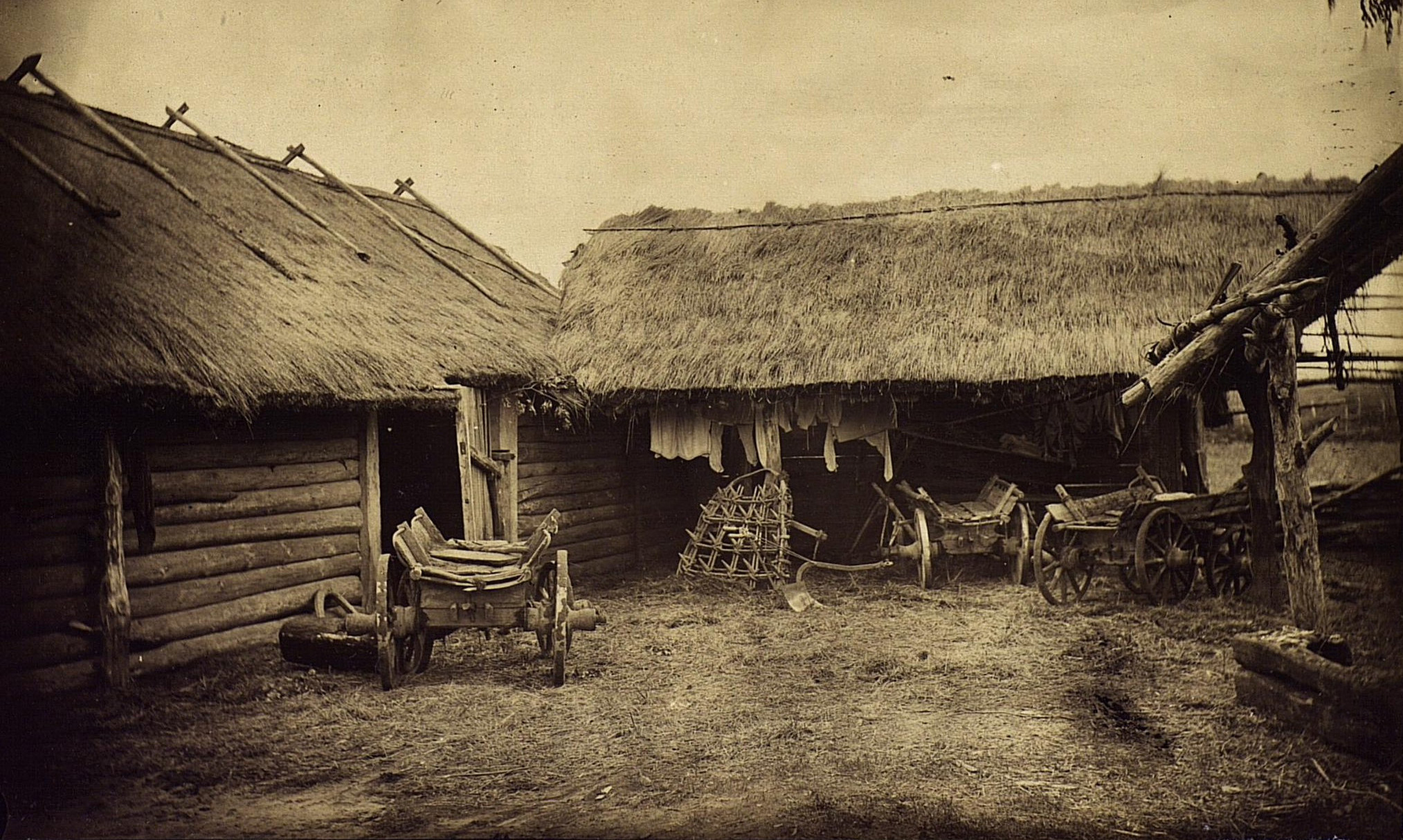
Крестьянский двор
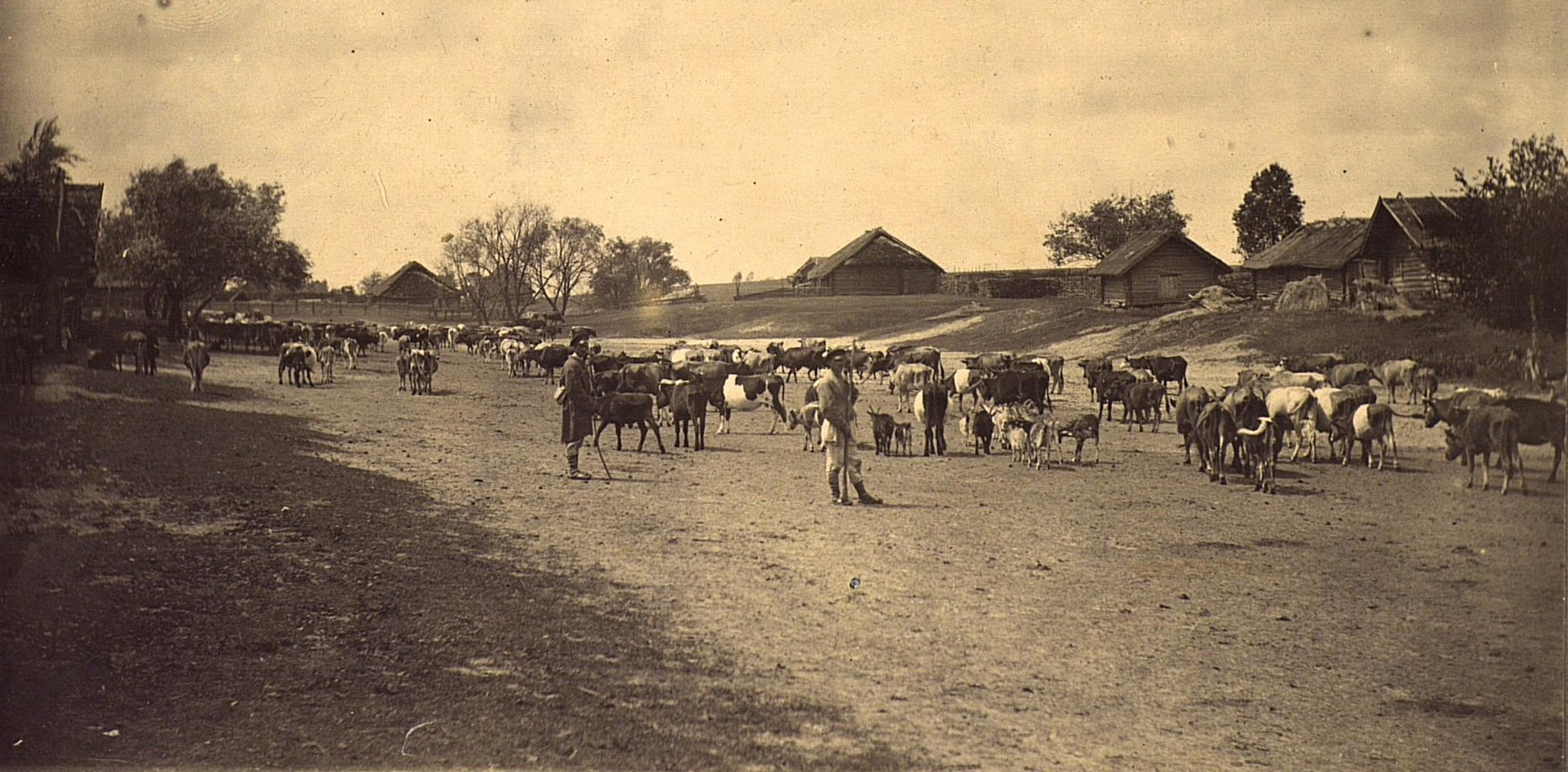
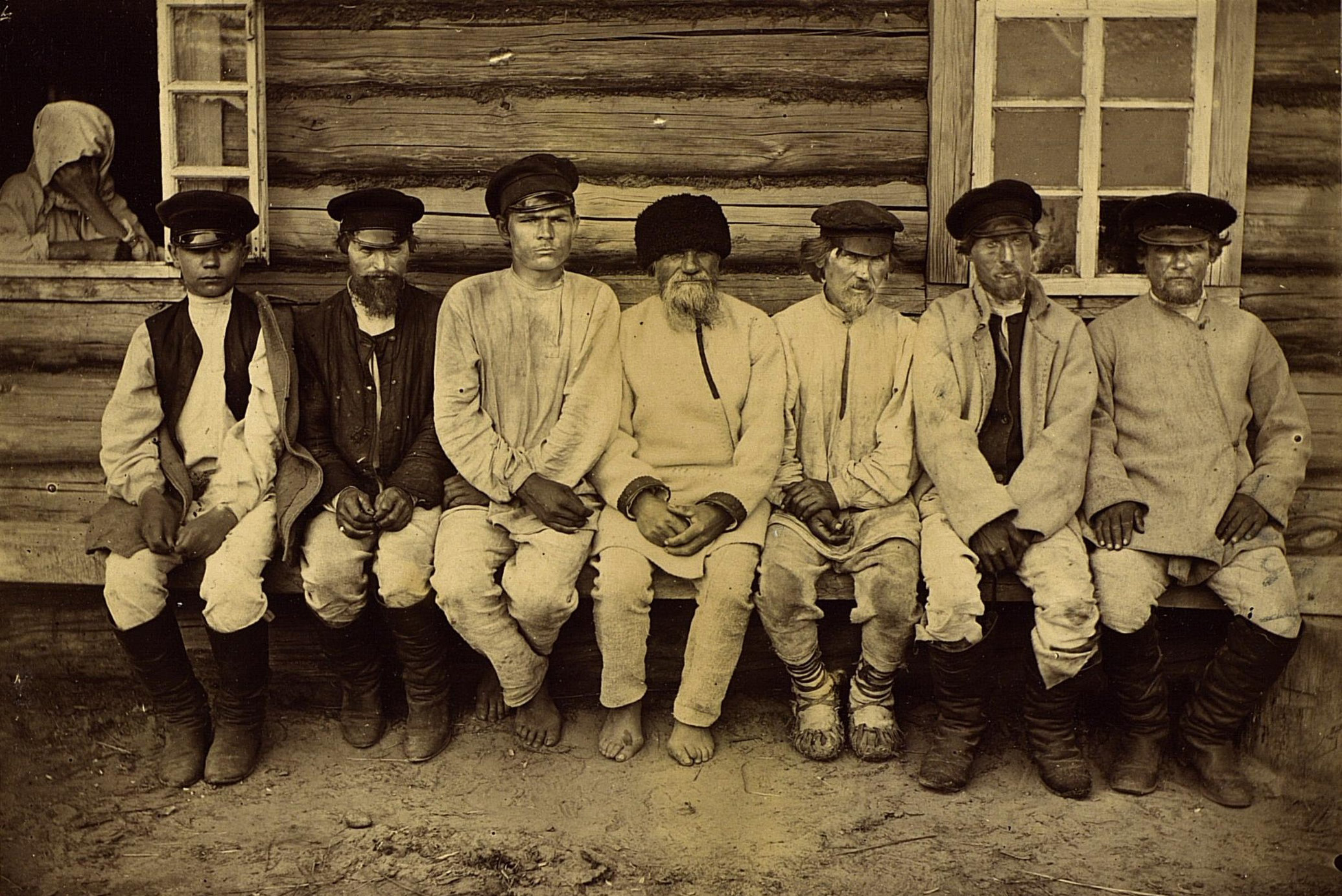
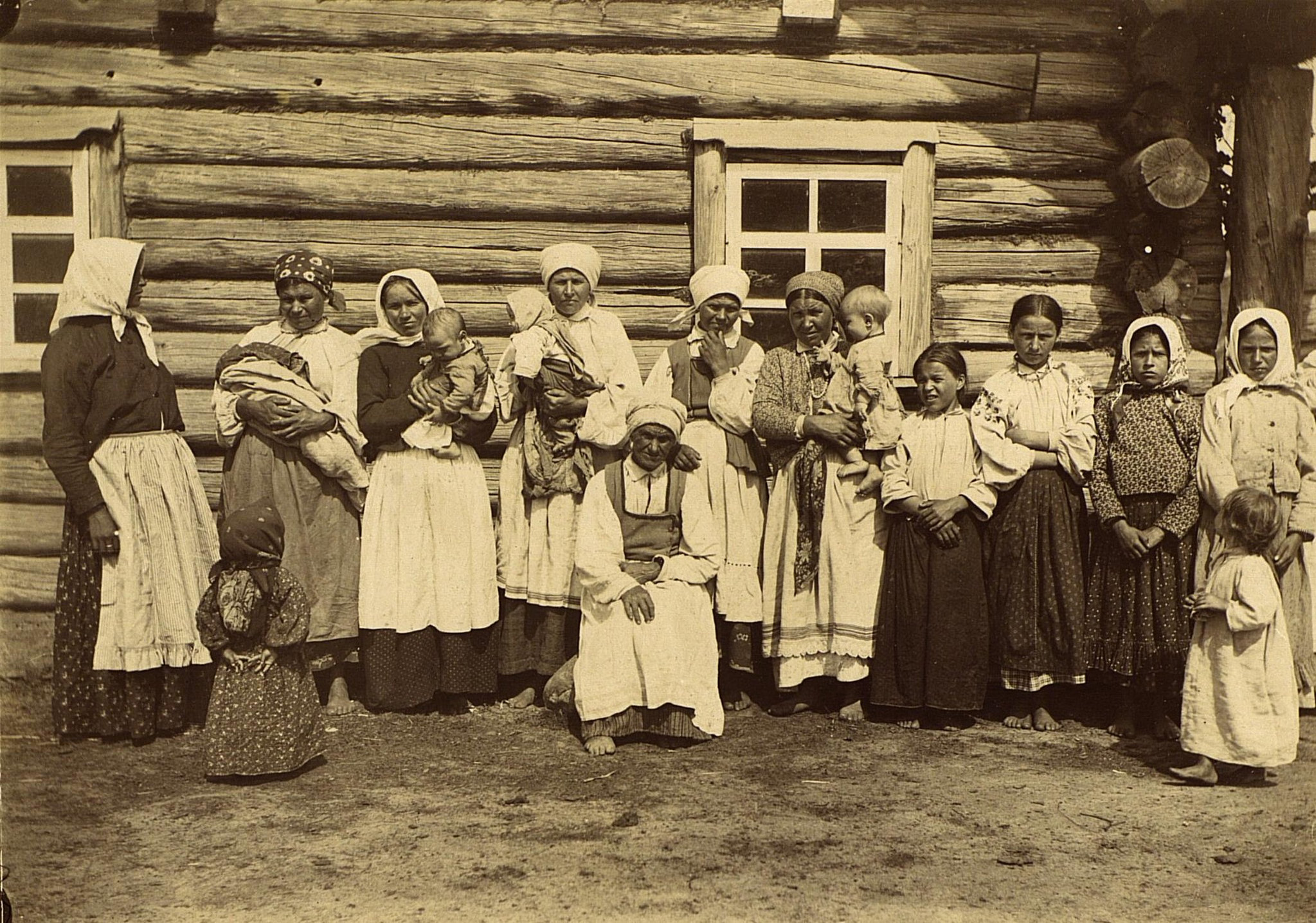
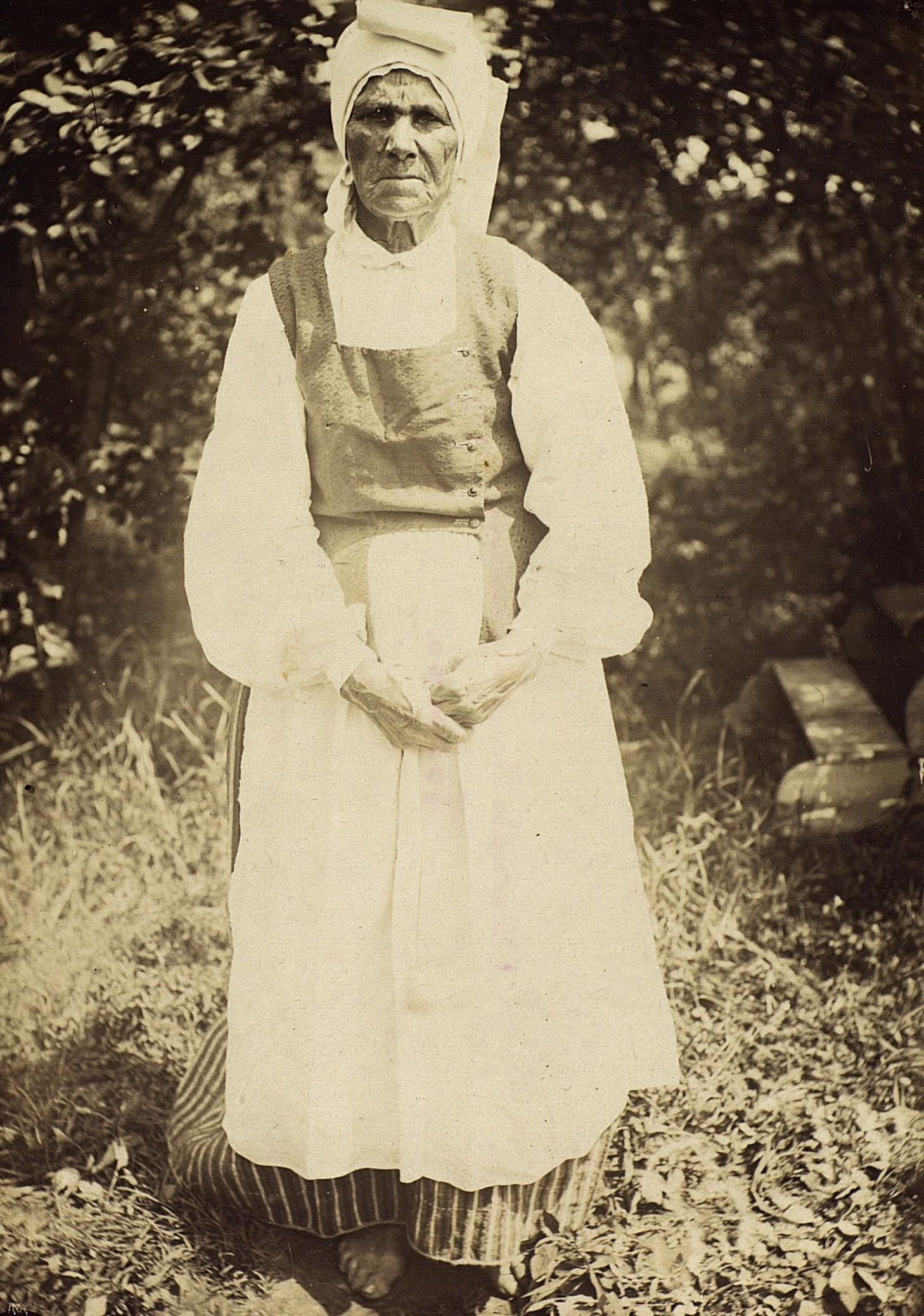
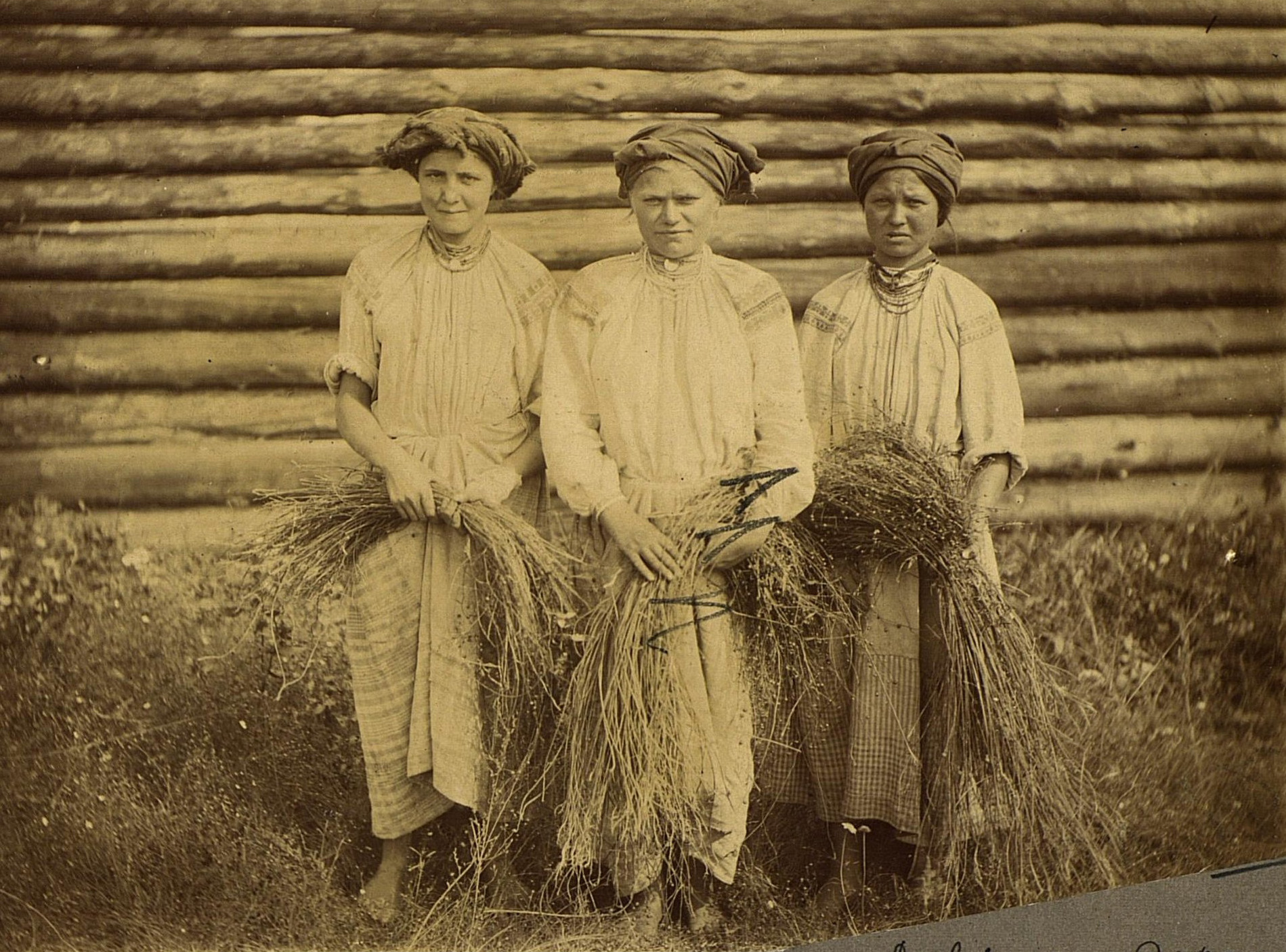

В 1910 году Шапчицы стали одним из мест остановки парохода «Головачев», перевозившего из Киева в Полоцк мощи Евфросинии Полоцкой:

Въ 2 ч. 20 м утра (ночи) 29 апрѣля, пароходъ подошелъ къ селу Шапчицы. На берегу села была устроена роскошная арка изъ зелени, флаговъ и освѣщена массой фонарей. Среди арки возвышался очень высокій помостъ, на которомъ стояло духовенство съ крестнымъ ходомъ и пѣло величаніе Преподобной. Пароходъ остановился и народъ благословили съ парохода св. Крестомъ. Народа, не смотря на ночное время, было очень много.

В 1909 году Шапчицкому сельскому обществу принадлежало 3196 десятин земли, церковные земли — 53 десятины. Неподалёку находился фольварк Веселово, который принадлежал помещику Ольгерду Александровичу Жуковскому — 2852 десятины земли.

### Советский период

#### Довоенное время
В ходе программы коллективизации сельского хозяйства в соседней деревне Дружба в 1929 году был организован первый колхоз «Дружба». Вслед за ним возник колхоз «Коммунар» в деревне Звонец. Вначале в двух колхозах насчитывалось 40 дворов. В Шапчицах в 1930 году был образован колхоз «Красный Днепровец» — поначалу «из сельскохозяйственного инвентаря были плуги и деревянные бороны, тягловой силы было недостаточно, многие виды работ выполнялись вручную». В Шапчицах к раскулачиванию и ссылке были приговорены семьи Г. М. Романова (совладелец ветряной мельницы), И. С. Гончарова, Е. Ф. Ковалева. В 1932 году в колхозах «строились коровники, конюшни и зерносклады, появился первый трактор». В результате коллективизации в 1933—1937 годы в колхоз вступила основная масса крестьян. В 1937 году работала школа семилетка, начал работать медпункт, строилась общественная баня.

#### Вторая мировая война

##### Наступление немецких войск
К началу боевых действий на днепровском рубеже 10 июля 1941 года вдоль восточного берега Днепра на участке линии фронта между Новым Быховом и Шапчицами заняли оборонительные позиции 410-й, между Шапчицами и Гадиловичами — 467-й стрелковые полки, которые входили в состав 102-й стрелковой дивизии 67-го стрелкового корпуса 21-й советской армии. Части 102-й сд на этих позициях «усиленно производили отрывку окопов и щелей полного профиля», с 13 июля проводили наступление на север от д. Шапчицы вдоль западного берега Днепра в направлении Быхова. Понеся большие потери, части 102-й сд к 23 июля вернулись на восточный берег Днепра и до 12 августа заняли оборону по линии Шапчицы-Ильич, после чего отступили в южном направлении. В Шапчицах в день отсупления советских войск в пожаре были уничтожены многие дворы, сожжена Шапчицкая Рождество-Богородицкая церковь.
14 августа 1941 года 82-й и 12-й полки 31-й дивизии немцев наступали на юго-запад в направлении на Гадиловичи, а 17-й полк, действующий на западном фланге дивизии, выполнял задачу по очистке от противника леса южнее деревни Шапчицы. Из мемуаров командира 82-го полка Фридриха Хоссбаха (нем. Friedrich Hoßbach):

В 7 часов 30 минут утра 82-й полк начал наступление от высот в районе селения Звонец. Засадье, Сипоровскую Слободу и Сутоки мы прошли, не встретив сопротивления противника. Лейтенант Пиль, посланный вместе со своим противотанковым взводом и кавалерийским взводом занять мост в деревне Свержень, обнаружил южнее деревни высоты, занятые противником (командир 82-го полка получил это сообщение около 16 часов, когда оба батальона проходили по лесам севернее Сверженя). Движение по этой частично сильно заболоченной местности было тяжелым и медленным. Трудности усугублялись тем, что наши карты неверно отражали особенности местности. Кроме того, шедший на правом фланге полка 3-й батальон отклонился от направления, заданного командиром полка, и сделал крюк около 2 километров.
После того как, следуя плану, рано утром 15 августа прибыл 1-й батальон 82-го полка и смог следовать за наступающими подразделениями, находясь в резерве, полк в 4 часа 45 минут, подготовившись и имея мощную артиллерийскую поддержку (2-й, 3-й дивизионы 31-го артиллерийского полка 31-й дивизии и 2-й дивизион 66-го артиллерийского полка, а также батарею 105-мм минометов), практически без боя занял позиции противника и, встречая лишь его слабое сопротивление, к 9 часам утра вышел к дороге Гадиловичи — Довск. Спустя короткое время к нам присоединились первые пехотные отделения 12-го полка, на участке которого противник ночью отступил сам.

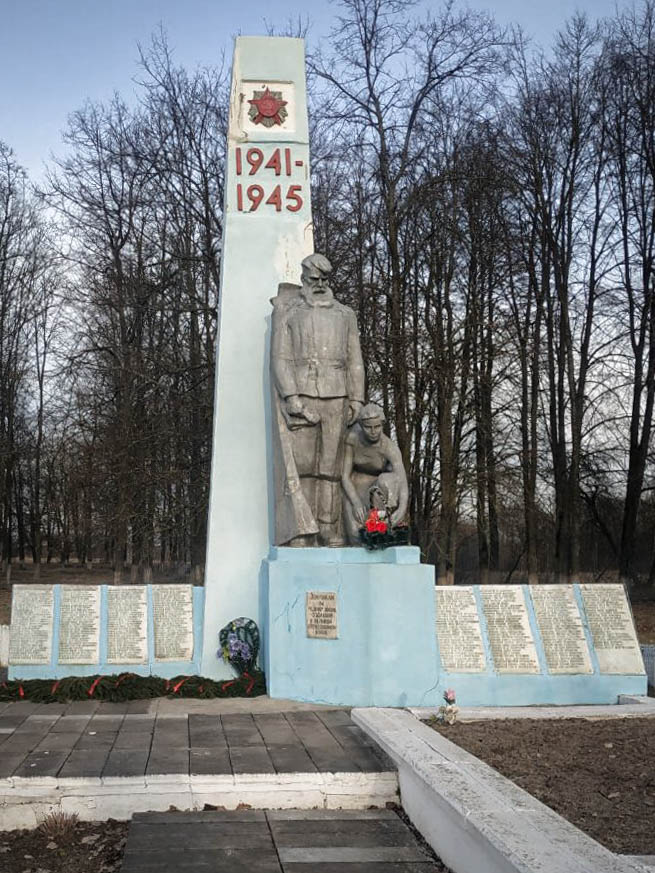
В 1968 году в центре д. Звонец установлен мемориал землякам погибшим в годы ВОВ. Жители Шапчиц, ставшие жертвами фашистского террора, включены в список имен, указанных на табличках мемориала.

##### Период оккупации

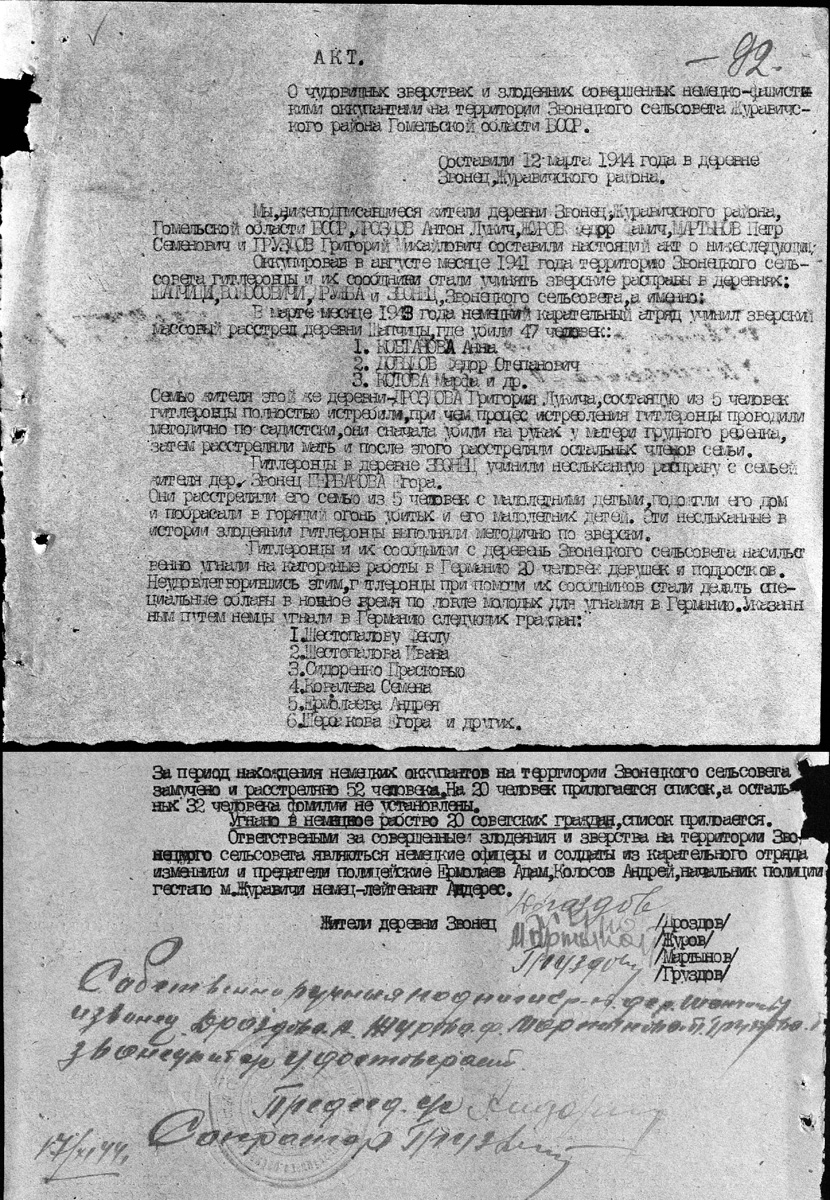
Протокол допроса советских граждан (12 марта 1944 года) о произошедших во время оккупации преступлениях в деревнях Звонецкого сельсовета.

В оккупации часть жителей деревни была угнана на работу в Германию. По мемуарам М. А. Дмитриева: в Шапчицах размещались укрепления крупного гарнизона полиции численностью около 70 человек, большей частью из молодых парней 17-20 лет мобилизованных из местного населения и из соседних деревень. На гарнизон полиции произошли нападения 256-го отряда партизан 17 января, 4-5 марта 1943 года. В последнем бою гарнизон был уничтожен — взорваны дзоты, сожжены помещения, подожжены дома местных полицейских. После этого последовала карательная акция, организованная жандармерией. Репрессиям подверглись семьи или родственники партизан, семьи, подозреваемые в связях с партизанами — 13 марта 1943 года в Шапчицах были расстреляны 17 человек (включая малолетних детей): Ф. С. Давыдов, М. Ф. Котова, Г. Т. Котов, И. Т. Котов, Г. Л. Дроздов, Т. К. Дроздова, П. Г. Дроздова, Л. Г. Дроздов, И. Г. Дроздов, М. С. Ковтунов, С. Г. Ковтунова, Т. М. Ковтунова, Н. М. Ковтунов, М. М. Ковтунов, Е. Ф. Лопаткова, Г. Т. Лопаткова, Ю. Т. Лопаткова.

##### Приход советских войск
В конце ноября 1943 года на линии фронта у переправы через Днепр возле деревни Шапчицы вели бои по сдерживанию советского наступления части 55-го армейского корпуса 9-й немецкой армии. При отступлении в ноябре 1943 года оккупанты сожгли 98 дворов и убили 27 жителей[прояснить].

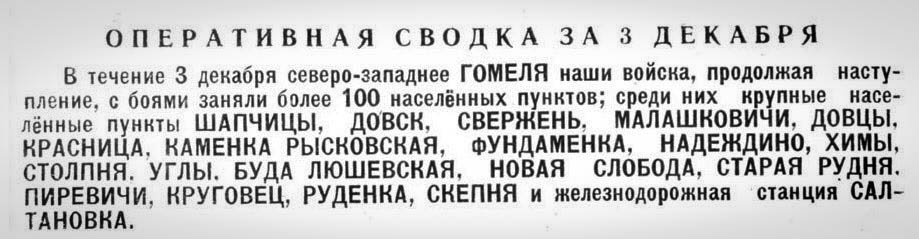
Оперативная сводка Советского информбюро за 3 декабря 1943 года. Занятие советскими войсками Шапчиц.

3 декабря 1943 года деревня Шапчицы была занята с подходом к Днепру 269-й стрелковой дивизии 41-го стрелкового корпуса 3-й армии Белорусского фронта. Части 41-го ск перешли к обороне вдоль Днепра, вели бои местного значения, улучшая своё исходное положение, затем переместились южнее. Оборонительные позиции у Шапчиц заняли части 80-го стрелкового корпуса (5-я, 283-я и 186-я сд) готовясь к форсированию водного рубежа, которое состоялось 21-26 февраля 1944 года в ходе проведения Рогачевско-Жлобинской наступательной операции правого крыла Белорусского фронта.
21 февраля началось наступление в полосе фронта вблизи деревни Шапчицы. После 10-ти минутного артналета и 15-ти минутного сопровождения артогнем, силы 5-й Орловской и 283-й стрелковых дивизий в 7:40 успешно форсировали Днепр справа от Кистеней, 269-й — между Кистенями и Вищином, прорвали укреплённую оборону немецких войск — «стремительно ворвались в первую и вторую линию траншей противника, очистив их после короткого рукопашного боя». Согласно донесению 80-го ск, противник, застигнутый врасплох, в первой половине дня оказывал слабое огневое сопротивление и отходил в расстроенном состоянии на запад и север. С 14:00 подброшенными резервами противник усилил сопротивление наступающим частям, предприняв три контратаки силою до 300 человек при поддержке 7 самоходных орудий с северной окраины Нижней Тощицы на юг, две контратаки из леса севернее Майдан силою до 200 человек и 6 танков, две контратаки из района Осиновка, силою до 2-х рот.
283-я дивизия вступила в тяжелые бои на подступах Нижней Тощицы, 5-я Орловская углубилась западнее и наступала в направлении Верхней Тощицы ведя главным образом лесные бои, 269-я с боями продвигалась в направлении д. Мадоры. По донесению 80-го ск, в этот первый день боя (21 февраля) был полностью разгромлен 45-й охр. полк противника и нанесены большие поражения живой силе и технике 31-й пд.
Большие потери понесла 186-я сд наступающая на следующий день. Стремясь задержать наступление, противник подбросил к участку прорыва фронта новые силы из районов Жлобина и Нов. Быхова. На рассвете 22 февраля после 10-ти минутного артналета у Шапчиц (с исходного рубежа Морговатка, Завонье) в 7:10 перешла в наступление в направлении поселка Покровский 186-я стрелковая дивизия в составе 298-го и 290-го стрелковых полков (338-й сп во втором эшелоне). «К 7:30 успешно форсировала р. Днепр, но встретив сильное огневое сопротивление с южн. опушки леса южн. Покровский и из района Виляховка, залегла перед опушкой леса. В 14:00 части дивизии после короткого артналета произвели вторичную атаку на опушку леса, но успеха не имели…» (из оперативной сводки).
В настоящее время в центре деревни Шапчицы находится памятник на братской могиле с останками советских воинов, перезахороненных из ближайших деревень в 1951 году. Количество захороненных 1103, в том числе: 136 солдат, 1 партизан, 966 неизвестных. Постамент с памятником установлены в 1986 году. За время войны 93 жителя погибли на фронте.

#### Послевоенное время
В 1957 году все колхозы Звонецкого сельсовета были реорганизованы в один совхоз «1-е Мая» (центр — деревня Курганье), в Шапчицах осталось отделение с тремя полеводческими бригадами и одной животноводческой фермой. В 1963 году из состава совхоза «1-е Мая» выделен совхоз «Большевик» (центр — деревня Звонец), к которому относились Шапчицкие отделения. В 1968 году в Шапчицах по данным сельсовета 309 дворов, 1038 человек населения.

### Современный период
Совхоз «Большевик» 31 июля 2000 года преобразован в КСУП «Звонец», 31 декабря 2008 года — ликвидирован (сооружения бывшей Шапчицкой животноводческой фермы снесены, сад вырублен). В 2021 году снесено здание неэксплуатируемой общественной бани.
Расположены здание начальной школы-сада (закрыта в 2014 году), сельский клуб-библиотека, фельдшерско-акушерский пункт, сельский продуктовый магазин. Обслуживание передвижным отделением почтовой связи.

## Население
- 1777 год — 264 христианина, 9 иудеев мужского пола
- 1816 год — 78 дворов 561 житель
- 1838 год — 96 дворов
- 1850 год — 717 жителей
- 1884 год — 147 дворов, 1102 жителя
- 1897 год — 195 дворов, 1457 жителей (согласно переписи)
- 1909 год — 202 хозяйства, 1410 жителей; в фольварке 24 жителя
- 1940 год — 286 дворов, 1141 житель
- 1959 год — 1178 жителей (согласно переписи)
- 2004 год — 204 хозяйства, 494 жителя
- 2019 год — 114 хозяйств, 238 жителей[23]

## Известные уроженцы
- Ф. К. Самусёв — Герой Социалистического Труда.
- А. Ф. Асташов — Герой Социалистического Труда, комбайнер, ветеран Великой Отечественной войны.